# Rex Rebel
Rex Rebel is een Belgische muziekgroep opgericht door Sam Bettens (K's Choice), Reinout Swinnen (toetsenist) en Wim Van der Westen (drums).

## Biografie
Na een K's Choice-concert in Montpellier in 2017 sprak Sam met Reinout en Sam over zijn verlangen om een nieuw soort muziek te maken. Het idee groeide in ieders gedachten en eind 2019 brachten ze hun eerste single "Big Shot" uit.
Op 28 februari 2020 bracht de groep hun eerste album Run uit, met daarop de eerste single Big Shot. Vervolgens werd een promotietournee gestart, maar deze moest vanwege de wereldwijde coronapandemie snel worden stopgezet. De groep begon vervolgens 'confinement'-versies te maken van verschillende nummers van hun album.

## Leden
- Sam Bettens (Zang, bas, gitaar)
- Reinout Swinnen (Toetsen)
- Wim Van der Westen (Drums)

## Discografie

### 2020: Run
1. Big Shot
2. Body
3. I Can't Hurt You
4. Big Boy
5. Movin' Out
6. Run
7. Lifeline
8. Too Much to Take
9. One More
10. Tonight
11. Low